# Bergse koffietafel

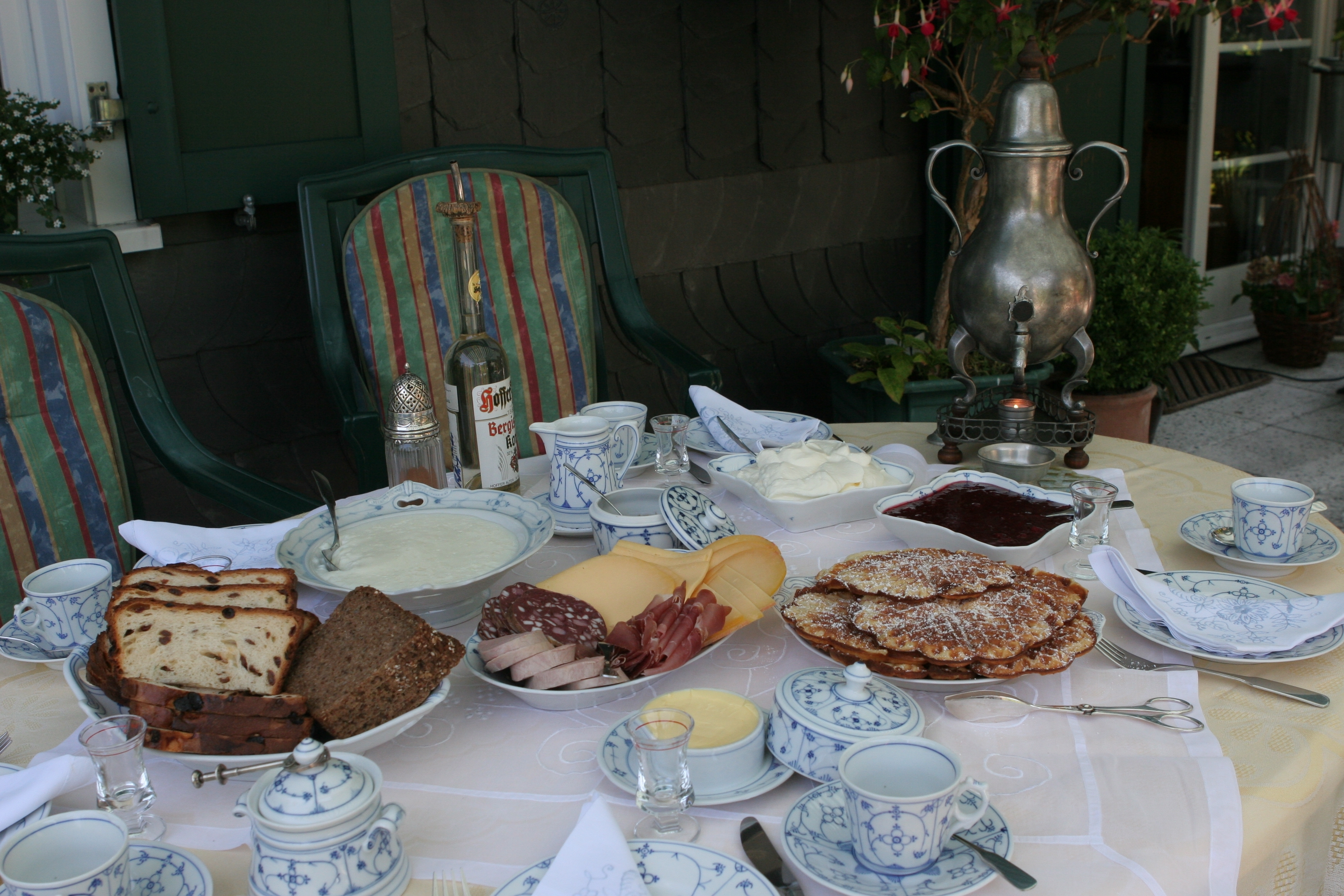
Bergse koffietafel met tinnen koffiekan en porseleinen servies met bloemetjespatroon

De Bergse koffietafel is een culinaire traditie uit het Bergse land in de Duitse deelstaat Noordrijn-Westfalen.

## Bestanddelen
Een typische Bergse koffietafel bestaat ten minste uit krentenbrood en roggebrood. Naast zoet beleg zoals honing en stroop (ook appel- en perenstroop) wordt ook zoete rijstebrij en kwark geserveerd. Daartoe komt vaak compote en "rote Grütze" en altijd boter, kaneel en suiker.
Traditioneel wordt de koffie uit een tinnen kraantjespot ingeschonken, die hier "Dröppelmina" (Nederlands: droppelmina) genoemd wordt.
Afhankelijk van het plaatselijke gebruik worden ook hartige worst en vleeswaren geserveerd.

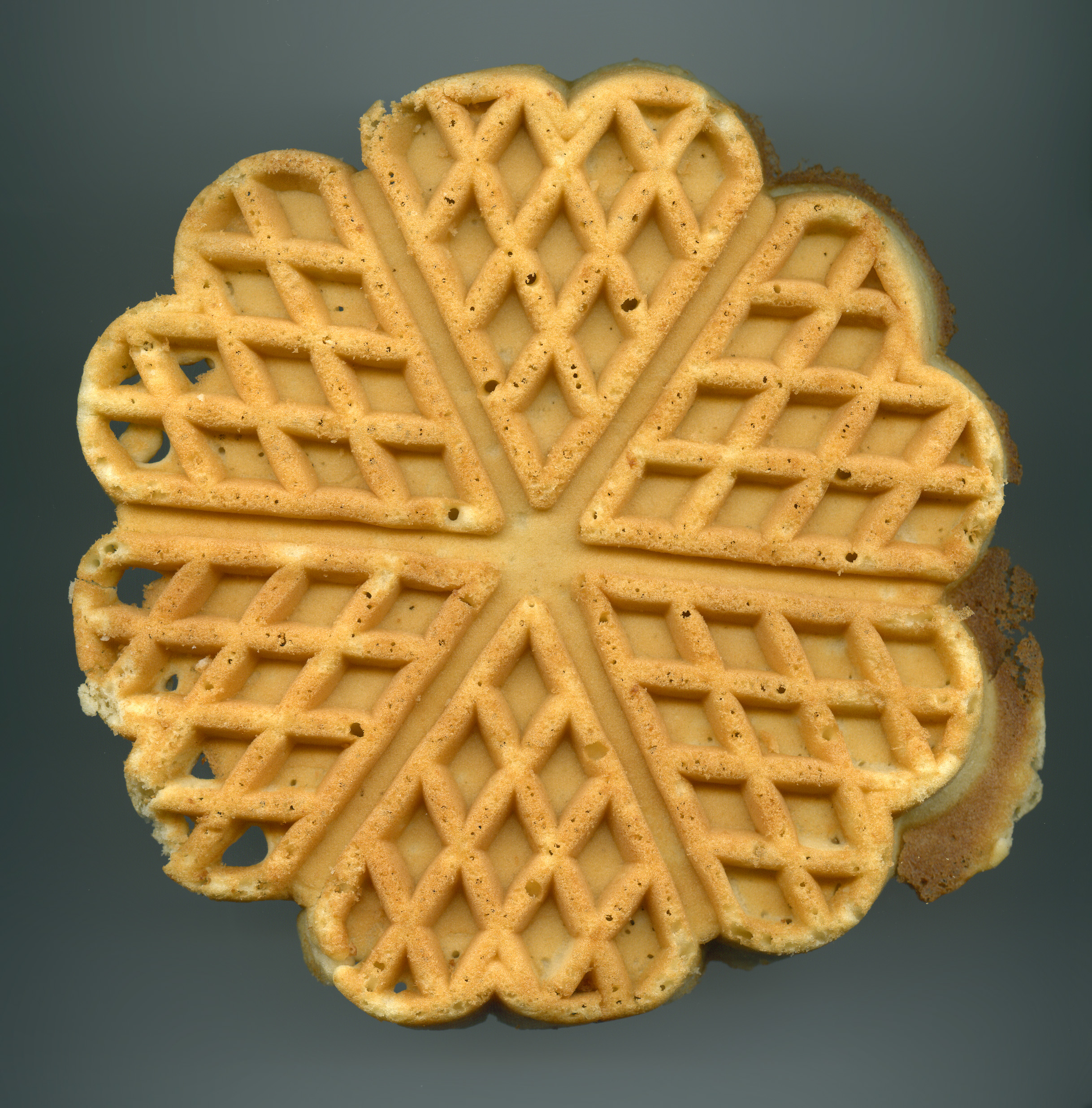
Typisch Bergse wafel in de vorm van hartjes

Bakwaren zijn eveneens per regio verschillend, waarbij wafels algemeen gebruikelijk zijn en eveneens kleine kwarkoliebolletjes.

## Geschiedenis
Koffiemaaltijden zijn in het Bergse Land sinds de 18e eeuw bekend. In een anoniem reisverslag uit 1784 werd de doop van een kind beschreven, waarbij de maaltijd veel overeenkomsten met de huidige gebruiken toont:
"Bey einer Kindtaufe [..] pflegt der Vater dem Pastor gleich nach der Bewillkommung ein Schüsselchen, worinn Branntwein, Rosinen, weißer Zucker, und klein geschnittener Pfeffer-Kuchen ist, darzureichen, nachdem er es selbst vorher gekostet hat. Hierauf nehmen alle Anwesende, selbst kleine Kinder davon; dann zwischen dem Caffee noch einmal. Sie nennen das 'Rümchesdüeg'. Dann wird viel Gebackenes, weißes Brodt, Butter, Schinken und Reisbrey aufgesetzt; und Gläser mit Branntwein, Zucker und einer Gabel"
Bij een kinderdoop bedient de vader de pastoor door direct na de verwelkoming hem een schoteltje met brandewijn, rozijnen, witte suiker en in kleine stukjes gesneden peperkoek voor te zetten, nadat hij er zelf van heeft geproefd. Daarna nemen alle aanwezigen, zelfs de kleinste kinderen, ook iets hiervan; dan voor de tweede kop koffie nog eens. Zij noemen dit 'Rümchesdüeg'. Dan wordt veel gebak, witbrood, ham en rijstebrij opgediend; en glazen met brandewijn met suiker en een lepeltje.
Sinds het einde van de 18e eeuw werd zowel echte koffie als ook surrogaatkoffie geschonken uit de Dröppelmina, die haar naam aan Wilhelmina en het gedruppel te danken had.
De eerste keer dat het begrip "Bergse koffietafel" gebezigd werd, was in 1870.
Vanaf het einde van de 19e eeuw begonnen stadbewoners uitjes in het Bergse land te ondernemen over het nieuwgebouwde spoornet in het Bergse land. In advertenties uit die tijd kunnen veel beschrijvingen van uitgebreide koffiemaaltijden gevonden worden.
Nadat het begrip met de traditie na de Tweede Wereldoorlog vrijwel verdwenen was, werd door de inzet van het Nederbergs Museum in Wülfrath de Bergse Koffietafel weer tot een staand begrip.